# دستگاه ادراری-تناسلی
دستگاه تناسلی-ادراری (genitourinary system) بخشی از بدن است که اندام‌های مربوط به تولیدمثل و دفع ادرار را در بر می‌گیرد. این دستگاه در مردان و زنان تفاوت‌هایی دارد، اما در هر دو، وظیفه‌اش شامل تولید، ذخیره و دفع ادرار و نیز کارکردهای جنسی و تولیدمثل است. کلیه‌ها، مثانه، میزراه و اندام‌های جنسی مثل بیضه‌ها و رحم از اجزای اصلی این دستگاه هستند.
این دو را با هم یک دستگاه می‌نامند زیرا منشاء رویان‌شناسی مشترک داشته و نیز از راه‌ها و مسیرهای مشترکی مانند میزراه استفاده می‌کنند و نیز بخش خروجی هردو دستگاه یکی است.
دستگاه تناسلی-ادراری یا دستگاه ادراری-تناسلی شامل اندام‌های جنسی در دستگاه تولیدمثل و اندام‌های دستگاه ادراری است. این دو دستگاه به دلیل نزدیکی فیزیکی، خاستگاه جنینی مشترک و بهره‌گیری از مسیرهای مشترک، در کنار هم دسته‌بندی می‌شوند. به همین دلیل، در تصویربرداری پزشکی نیز گاهی این دو دستگاه با هم بررسی می‌شوند.
در جفت‌داران (از جمله انسان)، میزراه مردان از میان آلت تناسلی مردانه عبور می‌کند و به بیرون باز می‌شود، در حالی‌که میزراه زنان و مهبل از طریق فرج تخلیه می‌شوند.
اصطلاح apparatus urogenitalis در کتاب نام‌گذاری کالبدشناسی (در بخش اسپلانکنولوژی) به‌کار می‌رفت، اما در نسخهٔ کنونی واژه‌نامهٔ کالبدشناسی دیگر استفاده نمی‌شود.

## رشد
اندام‌های ادراری و تولیدمثلی از میان‌پوست منشأ می‌گیرند. اندام‌های نهایی در بزرگسالان، ابتدا به صورت ساختارهایی کاملاً جنینی شکل می‌گیرند که به‌جز مجراها، بیشترشان تا پیش از پایان دورهٔ جنینی ناپدید می‌شوند. این ساختارهای جنینی شامل پیش‌کلیه، میان‌کلیه و پس‌کلیه (سه مرحلهٔ رشد کلیه)، و مجرای ولف و مجرای مولر در اندام‌های جنسی هستند. پیش‌کلیه خیلی زود ناپدید می‌شود؛ بیشتر اجزای میان‌کلیه تحلیل می‌روند، اما غدهٔ جنسی در جای آن شکل می‌گیرد و مجرای ولف در مردان و مجرای مولر در زنان به‌عنوان مجرای جنسی باقی می‌مانند. برخی لوله‌های میان‌کلیه نیز بخشی از کلیهٔ پایدار بزرگسال را تشکیل می‌دهند.

## ساختارها

### میزراه

#### میزراه زنان
طول میزراه در زنان بالغ بین ۳ تا ۴ سانتی‌متر است. این مجرا از گردن مثانه تا دهانهٔ بیرونی میزراه ادامه دارد و در پشت التصاق شرمگاهی قرار دارد. دیوارهٔ میزراه شامل لایهٔ درونی پوشش اپی‌تلیالی، لایهٔ زیرمخاطی با رگ‌های خونی، یک لایهٔ نازک همبند و دو لایه ماهیچه صاف است.

#### میزراه مردان
میزراه مردان بالغ ۱۸ تا ۲۰ سانتی‌متر طول دارد و قطر آن حدود ۸ تا ۹ میلی‌متر است. میزراه مردان به دو بخش تقسیم می‌شود.

## اختلال‌ها

مرگ‌ومیر ناشی از بیماری‌های دستگاه تناسلی-ادراری به ازای هر یک میلیون نفر در سال ۲۰۱۲ میلادی
۲۲–۸۷
۸۸–۱۰۶
۱۰۷–۱۲۳
۱۲۴–۱۳۷
۱۳۸–۱۴۸
۱۴۹–۱۶۴
۱۶۵–۱۷۷
۱۷۸–۲۱۴
۲۱۵–۲۵۵
۲۵۶–۳۸۲

اختلال‌های دستگاه تناسلی-ادراری دامنه‌ای از مشکلات را شامل می‌شوند؛ از مواردی که بدون علامت‌اند تا اختلال‌هایی که با نشانه‌های آشکار بروز می‌کنند. علت‌های این اختلال‌ها می‌تواند شامل ناهنجاری‌های مادرزادی، بیماری‌های عفونی، آسیب به دستگاه تناسلی-ادراری یا بیماری‌هایی باشد که به‌طور ثانویه ساختار ادراری را درگیر می‌کنند.
برای ورود به بدن، بیماری‌زاها‌ می‌توانند از طریق غشاهای مخاطی پوشانندهٔ دستگاه تناسلی-ادراری نفوذ کنند.

### ناهنجاری‌ها
ناهنجاری‌های دستگاه ادراری-تناسلی شامل موارد زیر هستند:
زیرمجرایی
فرا‌مجرایی
جوش‌خوردگی لبه‌های فرج
واریکوسل

آسیب‌شناسی تناسلی-ادراری شاخه‌ای تخصصی در آسیب‌شناسی جراحی است که به تشخیص و توصیف تومورهای خوش‌خیم و بدخیم و سایر بیماری‌های دستگاه ادراری، دستگاه تناسلی مردانه و بیضه‌ها می‌پردازد. با این حال، بیماری‌های مربوط به کلیه معمولاً در حوزهٔ تخصص آسیب‌شناسی کلیه هستند. آسیب‌شناسان تناسلی-ادراری معمولاً به‌صورت نزدیک با جراحان ارولوژی همکاری می‌کنند.